# 卷口鱼
卷口鱼（学名：Ptychidio jordani）为輻鰭魚綱鯉形目鲤科卷口鱼属的鱼类，俗名鼠头鱼、圆口鱼、嘉鱼、老鼠鱼，是中国的特有物种。分布于西洋江等，常生活于深水石底河段。该物种的模式产地在台湾。本魚體長可達27公分，可做為食用魚。